# Hoz de Jaca
Hoz de Jaca é um município da Espanha na província de Huesca, comunidade autónoma de Aragão, de área 12,5 km² com população de 78 habitantes (2007) e densidade populacional de 5,92 hab/km².

## Demografia
| Variação demográfica do município entre 1991 e 2004 | Variação demográfica do município entre 1991 e 2004 | Variação demográfica do município entre 1991 e 2004 | Variação demográfica do município entre 1991 e 2004 |
| --------------------------------------------------- | --------------------------------------------------- | --------------------------------------------------- | --------------------------------------------------- |
| 1991                                                | 1996                                                | 2001                                                | 2004                                                |
| 86                                                  | 80                                                  | 77                                                  | 74                                                  |